# COP .357
La COP .357 es una pistola tipo Derringer de cuatro cañones, que emplea el poderoso cartucho .357 Magnum. Esta pistola con gatillo de doble acción es casi el doble de ancha y sustancialmente más pesada que una pistola semiautomática de 6,35 mm, aunque su tamaño relativamente compacto y potente cartucho hacen que sea una buena elección como arma de defensa personal o de reserva policial.

## Construcción y operación de la COP .357

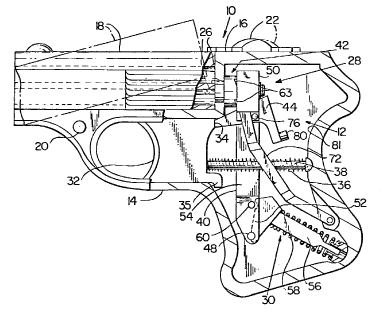
Dibujo de la Patente de los Estados Unidos 4,407,085, mostrando el mecanismo de la COP .357.

La COP .357 tiene un diseño y una construcción bastante robustos. Sus piezas son de acero inoxidable macizo. Los cartuchos son cargados en las cuatro recámaras separadas al deslizar un retén que hace bascular el conjunto de cañones para su recarga. Cada cañón tiene su propio percutor. Emplea un martillo interno, que es activado al apretar el gatillo y golpea un percutor rotativo que golpea un percutor a la vez. La COP .357 funciona de forma similar al pimentero Sharps de cartuchos de percusión anular de la década de 1850, al emplear un percutor rotativo interno, que dispara en serie cada cañón.
Dos quejas frecuentes sobre la COP .357 son que es muy pesada para emplearse como arma de reserva y que su gatillo es muy pesado de apretar cuando se quiere disparar con rapidez, siendo más pesado que el gatillo de la mayoría de pistolas modernas.

## Historia y producción
Fue diseñada por Robert Hillberg, basado en su anterior trabajo con el Arma para Insurgentes Hillberg. Fue fabricada por la desaparacida empresa COP Inc. de Torrance, California (COP es el acrónimo de Compact Off-Duty Police). En 1990 fue fabricada por un breve periodo de tiempo por la American Derringer.
También se fabricó una versión que disparaba el cartucho .22 Magnum.